# 克羅皮夫納 (赫梅利尼克區)
49°45′46″N 28°18′7″E / 49.76278°N 28.30194°E
克羅皮夫納（烏克蘭語：Кропивна），是烏克蘭的村落，位於該國西南部文尼察州，由赫梅利尼克區負責管轄，始建於1200年，面積2.5平方公里，海拔高度281米，2001年人口514，人口密度每平方公里205.6人。